# Jardin, Isère
Jardin este o comună în departamentul Isère din sud-estul Franței. În 2009 avea o populație de 2.228 de locuitori.

## Evoluția populației
| An        | 1975 | 1982  | 1990  | 1999  | 2006  | 2009  |
| --------- | ---- | ----- | ----- | ----- | ----- | ----- |
| Populație | 786  | 1.180 | 1.527 | 1.948 | 2.131 | 2.228 |